# Jyry Tikka
Urpo Jyry Kullervo Tikka, född 12 mars 1905 i Helsingfors, död 26 december 1972, var en finländsk kemist. 
Tikka blev student 1925, filosofie kandidat 1928, filosofie licentiat 1936 och filosofie doktor 1937. assistent vid Valios laboratorium 1929–1937, föreståndare för Elantos laboratorium 1937–1946 och professor vid Tekniska högskolan i Helsingfors 1940–1968. Han författade skrifter inom bio- och livsmedelskemi. 